# Рудник (Заларинский район)
Рудник — опустевшая деревня, входившая в состав Ханжиновского муниципального образования Заларинского района Иркутской области.

## История

### Топонимика
Название Рудник происходит, предположительно, от того, что здесь ранее располагалось месторождение железной руды. На территории бывшего населённого пункта найдены глиняные печи с кусками плавленого железа и древесным углем, вмурованные в землю, а также заросшие древесной растительностью ямы, в которых осуществлялось плавление руды. Однако, по словам местных жителей, начиная с начала XX века никаких разработок здесь не проводилось. Существует предположение, что разработка руды в этом месте могла проводиться ещё в железном веке курыканами.

### Первые годы
Русские пришли в эту местность конце XVII - начале XVIII веков. Тогда данная территория относилась к Балаганскому округу Иркутской губернии. Первые жители Рудника проживали в жилищах, оставшихся здесь от бурят — прежних жителей этой местности.

### Начало XX века
Населённый пункт получил развитие в связи со строительством Транссибирской магистрали в 1895-1897 годах, а позже — в связи с проведением Столыпинской аграрной реформы, когда в населённый пункт прибыли переселенцы из разных частей Российской империи: из Смоленской, Пензенской и Киевской губернии (территория современной Украины). Земля выдавалась по 1,25 га на каждое лицо мужского пола (вне зависимости от возраста). Первоначально населённый пункт располагался в непосредственной близости от реки Оки и подвергался подтоплению, в связи с чем был перенесён на новое место. Жители Рудника занимались растениеводством, животноводством, пчеловодством. Огороды возле каждого дома имели площадь от 30 аров и более (до 90). Выращивались многочисленные овощи: картофель, брюква, горох, редька, капуста, красная и белая свекла, лук, чеснок, морковь. Среднее годовое потребление на душу составляло приблизительно: ржи — 10 пудов, пшеницы — 5, картофеля — 10. Остававшаяся сельскохозяйственная продукция продавалась на базаре посёлка Залари или сбывалась оптовым покупателям. Также нередко жители Рудника продавали свои товары в Черемхово и Иркутске. Практически в каждом дворе имелась баня и колодец. Во многих дворах держались 1-2 лошади, 2-4 коровы, 2-3 поросенка, 5-6 овец. Наиболее тяжёлым было экономическое положение у батраков.
В 1908 году Рудник получил официальный статус населённого пункта.

### Советский период
Жители деревни принимали участие в Первой Мировой войне, в революционных событиях 1917 года. Евстигней Хохлов, староста деревни, а также Иван Крутилёв и Андрей Заикин был сторонником советской власти. Унтер-офицер Николай Нефёдов был сторонником партии эсеров и говорил об Иване Крутилёве так: 

Братцы, вы не верьте Ивану Крутилеву — этому батраку, он получил деньги от Ленина и приехал смущать народ, в России народ идет за партией эсеров, которая ведет народ за войну против Германии, а большевики продадут Россию немцам
.
Советская власть была организована в Руднике в 1918 году, однако вскоре она была свергнута кулаками из Тырети и Ханжинова. В Руднике был арестован председатель Тыретского совдепа Маркин, который позже был расстрелян в Тырети.  В период Гражданской войны 1917-1922 годов в 1919 году 17 жителей Рудника вошли в состав подпольной группы Тагнинских большевиков, которая позже объединилась с партизанским отрядом под командованием Андрея Каширина (всего их 32 человека). Несколько жителей деревни были убиты в этот период.
С начала XX века в Руднике была овчарня, функционировала школа (с 1925 года 4-х классная), больницы и церкви же не было.
До 1928 года в населённом пункте выделялись две богатые семьи: Мехович и Возненко, имевшие частные ремесленные и продовольственные магазины.
В 1928 году в деревне была организована коммуна и товарищество по обработке земли (ТОЗ). Его председателем стал Николай Волков, два года спустя на его место пришёл Степанченко. В организацию вступали большинство средних крестьян. В 1930 году ТОЗ было преобразовано в колхоз имени Будённого, председателем которого избрали Степаненко, позже его сменил Степан Еремчук.Располагавшиеся в деревне предприятия были переданы колхозу: (мельницу и крахмальный завод местного жителя Волчкова, крахмальный завод братьев Васильченко, ликвидировали завод Крутилёва). На территории усадьбы Меховичей была открыта овчарня, на территории усадьбы Возненко — конный двор, где насчитывалось примерно 100 лошадей.
В 1932 году был создан Рудниковский сельский совет, куда входили деревня Рудник собственно, деревни Билигир, Петровка, Кареловка, хутора Рудниковский, Раков, Сенеков, Соколовский, Сухачев (на каждом из хуторов насчитывалось по 2 дома). Первым председателем сельсовета был назначен брат Степана Еремчука, далее его сменил Кузьмиренко, в 1934 году председателем сельсовета назначили Белогрудова. В клохозе работали трое объездчиков, однако с колхозных полей регулярно совершались хищения.
В 1934 году в колхозе появились 2 зерноуловителя, впервые в этом регионе.
На топографической карте Генштаба СССР 1984 года населённый пункт был указан как жилой. На топографической карте Генштаба СССР 1985 года населённый пункт Рудник отмечен как нежилой.